# Hedalen
Hedalen este o localitate din comuna Sør-Aurdal, provincia Oppland, Norvegia.